# 가네야마정 (기후현)
가네야마정(일본어: 兼山町)은 일본 기후현 가니군에 설치되었던 정이다. 2005년에 가니시에 편입되었다.

## 지리
면적이 작은 정이며 합병 시점에서 전국에서 두 번째로 작은 정이었다. 또 편입지인 가아시에는 인접해 있지 않기 때문에 기지가 되고 있다. 평지는 적고, 오쓰카 정과의 경계가 되는 남동쪽은 산림으로 되어 있다.

## 역사
- 1889년 7월 1일 - 정촌제 시행으로 가네야마정이 성립하였다.
- 2005년 5월 1일 - 가니시에 편입되었다.

## 교통

### 도로
- 도카이 환상 자동차도

## 참고 문헌
- 角川日本地名大辞典編纂委員会,『角川日本地名大辞典 21 岐阜県』1980, 角川書店